# Спряжені змінні
Спря́жені змі́нні — пари змінних, математично взаємно пов'язані перетворенням Фур'є або, взагалі кажучи, двоїстістю Понтрягіна. Відношення двоїстості природно приводять до співвідношення невизначеності між ними, називаного у фізиці принципом невизначеності Гейзенберга. У математичних термінах пов'язані змінні є частиною симплектичного базису, а відношення невизначеності відповідає симплектичній формі. Крім того, спражені змінні пов'язані теоремою Нетер, яка свідчить, що якщо властивості замкнутої фізичної системи інваріантні відносно зміни однієї зі спряжених змінних, то інша зі спряжених змінних у цій фізичній системі зберігається з часом.

## Приклади
Існує багато типів канонічно спряжених змінних:
- Час і частота: що довше звучить музична нота, то точніше ми знаємо її частоту, але вона триває довше і, отже, є розподіленою подією. І навпаки, дуже коротка музична нота локалізованіша в часі, але не можна дуже точно визначити її частоти (стає просто клацанням)[3].
- Ефект Доплера: що точніше ми знаємо відстань до цілі, то менш точно знаємо швидкість її наближення чи віддалення, і навпаки. У цьому випадку двовимірна функція часу та частоти відома як функція невизначеності радара або діаграма невизначеності радара.
- Поверхнева енергія: γ dA (γ = поверхневий натяг ; A = площа поверхні).
- Пружний розтяг: F dL (F = сила пружності; L видовження).

### Похідні дії
У класичній фізиці похідні дії є спряженими змінними з величиною, за якою проводиться диференціювання. У квантовій механіці ці пари змінних пов'язані принципом невизначеності Гейзенберга:
- енергія частинки за певної події є від'ємною похідною дії вздовж траєкторії цієї частки, що закінчується в цій події, за часом події.
- імпульс частинки є похідною від її дії за її положенням.
- кутовий момент частинки є похідною від її дії за її кутовим положенням.
- масовий момент ({\displaystyle \mathbf {N} =t\mathbf {p} -E\mathbf {r} }) частинки є від'ємною похідною її дії за її швидкістю.
- електричний потенціал ({\displaystyle \varphi }, електрична напруга) при події є від'ємною похідною від дії електромагнітного поля за густиною (вільного) електричного заряду при цій події.
- векторний потенціал електромагнітного поля (A) при події є похідною дії електромагнітного поля за густиною (вільного) електричного струму при цій події.
- напруженість електричного поля (E) при події є похідною дії електромагнітного поля за поляризацією діелектрика при цій події.
- магнітна індукція (B) при події є похідною дії електромагнітного поля за намагніченістю при цій події.
- ньютонівський гравітаційний потенціал за події є протилежним значенням похідної від дії ньютонівського гравітаційного поля за густиною при цій події.

### Квантова механіка
У квантовій механіці пов'язані змінні реалізуються як пари спостережуваних, оператори яких не комутують. У загальноприйнятій термінології їх називають «несумісними спостережуваними». Розглянемо як приклад вимірні величини, задані координатою {\displaystyle \left(x\right)} та імпульсом {\displaystyle \left(p\right)}. У квантово-механічному формалізмі дві спостережувані {\displaystyle x} і {\displaystyle p} відповідають операторам {\displaystyle {\widehat {x}}} і {\displaystyle {\widehat {p\,}}}, які обов'язково задовольняють канонічному комутаційному співвідношенню:{\displaystyle [{\widehat {x}},{\widehat {p\,}}]={\widehat {x}}{\widehat {p\,}}-{\widehat {p\,}}{\widehat {x}}=i\hbar }Для кожного ненульового комутатора двох операторів існує «принцип невизначеності», який у нашому прикладі можна виразити у вигляді:{\displaystyle \Delta x\,\Delta p\geq \hbar /2}У цих нечітко визначених позначеннях {\displaystyle \Delta x} і {\displaystyle \Delta p} позначають «невизначеність» за одночасного вимірювання {\displaystyle x} і {\displaystyle p}. Точніше і статистично повніше твердження, що включає стандартне відхилення {\displaystyle \sigma }, таке:{\displaystyle \sigma _{x}\sigma _{p}\geq \hbar /2}У загальнішому сенсі, для будь-яких двох спостережуваних {\displaystyle A} і {\displaystyle B}, відповідних операторам {\displaystyle {\widehat {A}}} і {\displaystyle {\widehat {B}}}, узагальнений принцип невизначеності задається формулою:{\displaystyle {\sigma _{A}}^{2}{\sigma _{B}}^{2}\geq \left({\frac {1}{2i}}\left\langle \left[{\widehat {A}},{\widehat {B}}\right]\right\rangle \right)^{2}}Відповідно до нього можна вибрати два оператори, надавши кожному математичної форми, такої, щоб пара задовольняла йому. Цей вибір операторів відбиває одне з багатьох еквівалентних (ізоморфних) подань загальної фундаментальної алгебричної структури, яка описує квантову механіку (алгебра Лі Гейзенберга {\displaystyle {\mathfrak {h}}_{3}}, відповідна група називається групою Гейзенберга {\displaystyle H_{3}}).

### Механіка рідини
У гамільтоновій механіці рідини і квантовій гідродинаміці сама «дія» (або «потенціал швидкості») є спряженою змінною «густини» (або « густини ймовірності»).